# NY (tijdschrift)
Het Vlaamse literaire tijdschrift nY is ontstaan in 2009 uit de fusie van Yang (°1963) en freespace Nieuwzuid (°1999). De naam is een samensmelting van de beginletters van beide stichtende tijdschriften.
Het eerste nummer van nY verscheen in mei 2009 en werd gepresenteerd in het Gentse kunstencentrum Vooruit. Het nieuwe tijdschrift beschikt over een complementaire website met een eigen redactie. 
NY komt tot stand met de steun van het Vlaams Fonds voor de Letteren en de Provincie Oost-Vlaanderen.